# 伊薩基
伊萨基（希臘語：Ιθάκη）是希腊伊奧尼亞群島大區伊萨基专区的唯一市镇，行政中心为瓦西镇（伊萨基镇）。市镇面积为117.8平方公里，2021年人口数量为2,862人。
此市镇包括伊薩基島及周边多个小岛。